# Josef Özer
Josef Özer, född 18 juli 1983 i Västerås  känd under sitt artistnamn Josef, är en musiker från Västerås som TV-debuterade i Melodifestivalen 2005 med bidraget "Rain" som slutade på en femteplats i delfinalen i Skellefteå.
Josef Özer har syrianskt ursprung.
Bland de instrument han behärskar hittar man trummor, gitarr,zurna, davul,kemence, piano och det turkiska stränginstrumentet saz.

## Diskografi
- Bitti (Album, 1998)
- Blå blå (CD-singel, 2003)
- Rain (CD-singel, 2005)
- Hunger (CD-singel, 2006)
- Suryoye Anthem 2008 (CD-singel, 2008)
- Istanbul( CD-singel, 2010)
- I varje andetag (Digital singel 2011)

http://itunes.apple.com/se/album/istanbul/id386119672